# 小行星18662
小行星18662（18662 Erinwhite）是一颗绕太阳运转的小行星，为主小行星带小行星。该小行星于1998年3月发现。

## 轨道参数
小行星18662的轨道半长轴为2.8360313 UA，离心率为0.025。